# Hôpital général Adolphe-Sicé
 (août 2025).
La mise en forme du texte ne suit pas les recommandations de Wikipédia : il faut le « wikifier ».
Les points d'amélioration suivants sont les cas les plus fréquents :
- Les titres sont pré-formatés par le logiciel. Ils ne sont ni en capitales, ni en gras.
- Le texte ne doit pas être écrit en capitales (les noms de famille non plus), ni en gras, ni en italique, ni en « petit »…
- Le gras n'est utilisé que pour surligner le titre de l'article dans l'introduction, une seule fois.
- L'italique est rarement utilisé : mots en langue étrangère, titres d'œuvres, noms de bateaux, etc.
- Les citations ne sont pas en italique mais en corps de texte normal. Elles sont entourées par des guillemets français : « et ».
- Les listes à puces sont à éviter, des paragraphes rédigés étant largement préférés. Les tableaux sont à réserver à la présentation de données structurées (résultats, etc.).
- Les appels de note de bas de page (petits chiffres en exposant, introduits par l'outil «  Source ») sont à placer entre la fin de phrase et le point final[comme ça].
- Les liens internes (vers d'autres articles de Wikipédia) sont à choisir avec parcimonie. Créez des liens vers des articles approfondissant le sujet. Les termes génériques sans rapport avec le sujet sont à éviter, ainsi que les répétitions de liens vers un même terme.
- Les liens externes sont à placer uniquement dans une section « Liens externes », à la fin de l'article. Ces liens sont à choisir avec parcimonie suivant les règles définies. Si un lien sert de source à l'article, son insertion dans le texte est à faire par les notes de bas de page.
- La présentation des références doit suivre les conventions bibliographiques. Il est recommandé d'utiliser les modèles {{Ouvrage}}, {{Chapitre}}, {{Article}}, {{Lien web}} et/ou {{Bibliographie}}. Le mode d'édition visuel peut mettre en forme automatiquement les références.
- Insérer une infobox (cadre d'informations à droite) n'est pas obligatoire pour parachever la mise en page.

Pour une aide détaillée, merci de consulter Aide:Wikification.
Si vous pensez que ces points ont été résolus, vous pouvez retirer ce bandeau et améliorer la mise en forme d'un autre article.
L'Hôpital général Adolphe-Sicé (HGAS) est la principale structure hospitalière publique située à Pointe-Noire, en République du Congo. Fondé en 1930, il est considéré comme le deuxième plus grand hôpital du pays, après le Centre Hospitalier Universitaire de Brazzaville. Il dispose d'une capacité d'accueil d'environ 600 lits.

## Historique
L'hôpital porte le nom de Marie Eugène Adolphe Sicé (1885-1957), un médecin militaire français reconnu pour ses travaux en médecine tropicale et pour son engagement en tant que résistant pendant la Seconde Guerre mondiale. L'hôpital a été créé durant la période coloniale et a depuis lors joué un rôle central dans le système de santé de la région du Kouilou et plus largement de Pointe-Noire.

## Missions et activités
L'Hôpital Général Adolphe Sicé est un établissement public de santé à vocation polyvalente. Il a pour missions principales :
- L'assurance des examens de diagnostic,
- La prise en charge des soins d'urgence et spécialisés,
- Le traitement et la réhabilitation des patients,
- L'accueil et la prise en charge des patients dans un cadre hospitalier moderne,
- La formation du personnel soignant et la recherche médicale.

## Organisation et gestion
L'hôpital est dirigé par un comité de direction et un conseil d'établissement qui se réunissent régulièrement pour examiner la gestion, adopter les budgets et plans d'actions, et superviser les activités. Ces organes travaillent à moderniser l'hôpital, à améliorer la qualité des soins, à renforcer les capacités techniques et à assurer une bonne gouvernance.

## Projets et modernisation
Depuis plusieurs années, des efforts importants sont menés pour réhabiliter et moderniser les infrastructures hospitalières de l'HGAS :
- Élaboration d'un projet quinquennal de réhabilitation complète visant la célébration du centenaire en 2031,
- Renforcement des capacités du laboratoire avec gestion autonome,
- Construction d'une unité d'hémodialyse,
- Réhabilitation du bâtiment de psychiatrie et des urgences,
- Acquisition d'équipements modernes tels qu'un générateur d'oxygène, scanner, IRM, mammographe, et ambulance médicalisée[4].

## Importance régionale
L'Hôpital Général Adolphe Sicé est un pilier pour la prise en charge médicale dans le département du Kouilou. Avec plus de 600 lits, il dessert non seulement la ville de Pointe-Noire, mais également les populations des départements environnants, offrant des soins spécialisés et des interventions de haute technicité.